# Cyclolobium brasiliense
Cyclolobium brasiliense är en ärtväxtart som beskrevs av George Bentham. Cyclolobium brasiliense ingår i släktet Cyclolobium, och familjen ärtväxter. Inga underarter finns listade i Catalogue of Life.